# Onix
Onix (sau Onyx) este o varietate a calcedoniei, colorată cu una sau mai multe dintre culorile alb, negru, roșu și brun, și care aparține mineralelor din  grupa cuarțului, la fel ca și agatul, numai că acesta din urmă are mai multe nuanțe de culori.

## Varietăți
- Onyx: cu benzi de culoare alb și negru
- Sardonyx (Sard-Onyx): cu benzi de culoare brună, neagră și albă
- Karneol (Karneol-Onyx): benzi albe și roșii

A nu se confunda onixul cu Onixul-marmorat cu benzi galbene brune și verzi (depuneri de calcar în peșteri).

## Răspândire
Țările unde s-a găsit onix în cantități mai însemnate sunt:

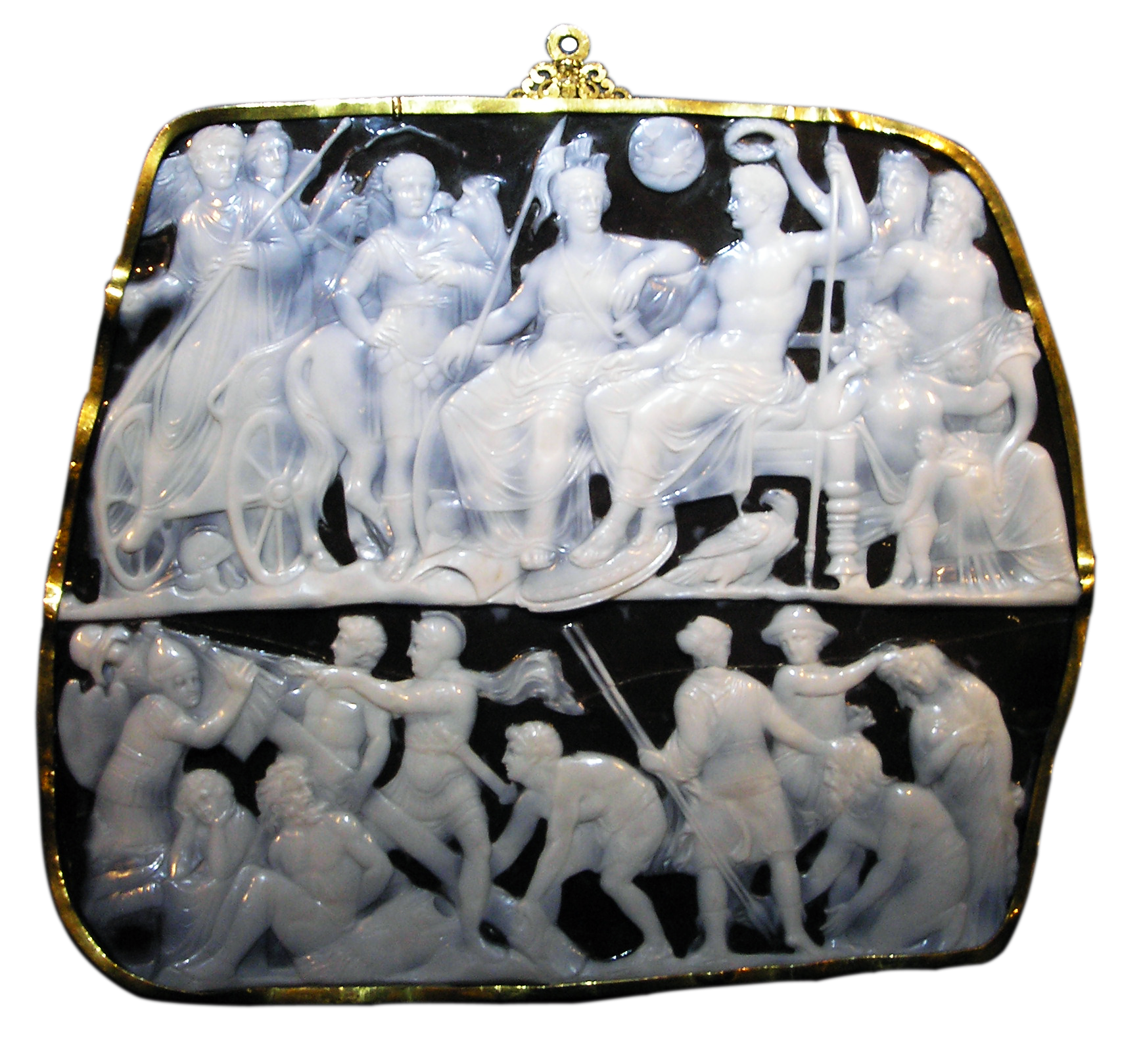
Gemma de onix "Medalionul Augustea" (Kunsthistorisches Museum, Viena)

- Argentina
- Brazilia
- Madagascar
- Mexic
- Pakistan
- Uruguay
- SUA

## Istoric
În lumea antică a fost exploatat în Africa de nord carneolul, fiind folosit de romani ca obiecte de podoabă: inele, medalioane. În perioda mai târzie a împăraților romani exploatarea perlelor de carneol (karneol) s-au extins și în zona nordică alpină Elveția de azi.
In Evul mediu mineralul era folosit ca piatră tămăduitoare a bolilor având un efect pozitiv asupra părului, unghiilor, pielii  și bolilor digestive ca și horoscop fiind considerat în zodia capricornului corelat cu planeta Saturn
„Vechi ca lumea", onixul este prima piatră pe care o întâlnim în paginile Sfintei Scripturi. în grădina raiului, în preajma râurilor care izvorăsc de aici, se găsește „piatră de onix" (Geneza, 2,12).
Reîntâlnim onixul în proorocirile lui Ezechiel: „Tu te aflai în Eden, în grădina lui Dumnezeu; hainele tale erau împodobite cu tot felul de pietre scumpe: cu rubine, topaze și diamante, cu crisolit, onix și iaspis, cu satir, smarald, carbuncul și aur.” (Ezechiel, 28,13)

Onixul s-a numărat printre gemele preferate ale antichității. Meșteri dăltuitori și gravori au sculptat din el căni, potire, vaze, diferite obiecte deco¬rative, menite să înfrumusețeze mesele bogate și ambianța încăperilor.
Poetul Al. Macedonski menționează onixul înfățișând un ospăț egiptean din vremea faraonului Ramses:

Dar în sala hipostilă, împrejurul unei mese, 

Pentaur, poet și preot, stă cu oaspeți numeroși,

Cupe de-onix se ridică, daruri scumpe lui trimese 

De Ramses și de curtenii cei avuți și generoși. 

În timp ce onixurile colorate s-au bucurat în decursul mileniilor de o prețuire unanimă și constantă, cele alb-negre au cunoscut o soartă aparte. Ele au fost apreciate în Egipt, India, Persia și în țările din Extremul Orient, unde culoarea neagră nu este corelată cu forțele întunericului, cu moartea și doliul Acolo unde negrul era simbolul pământului fertil și al fecundității, ca în vechiul Egipt, oamenii au îndrăgit piatra sobră și elegantă, cu desenele ei întunecate. în India și în Persia i se atribuiau onixului puteri binefăcătoare în prevenirea deochiului și la ușurarea nașterilor.

În Europa, în schimb, onixul alb-negru, datorită aspectului său îndoliat, a fost privit cu rezervă și neîncredere încă din Evul Mediu. Lapidariile vremii îl descriu drept o piatră a nemulțumirii și discordiei, care aduce ghinion și coșmaruri nocturne. Singurii exceptați de la regulă erau nativii din zodia leului, afirmau astrologii.

Credințele medievale s-au perpetuat timp de secole, până în momentul când moda și-a demonstrat puterea ei de neclintit și în destinele onixului. în a doua jumătate a secolului al XlX-lea, onixurile negre și alb-negre au căpătat brusc o mare căutare, inițial în Anglia, apoi în toate țările Europei. Se confecționau din ele camee, în special montate în medalioane, de asemeni broșe, inele, sigilii, garnituri de birou, bibelouri. Vitrinele bijutierilor literalmente gemeau de aceste pietre, prelucrate după moda timpului. Iar moda timpului era cea victoriană, noua vogă a onixuriîor întunecate fiind provocată de regina Victoria a Angliei. Plăcându-i bijuteriile sobre, suverana Angliei a început prin a le purta, iar apoi a comandat giuvaergiilor coroanei să le execute în multe exemplare, pentru a le dărui membrilor familiei sale. Cum regina Victoria s-a bucurat de o domnie îndelungată, iar numărul descendenților ei direcți și colaterali era foarte mare, moda s-a extins repede la toate curțile europene și, în continuare, în afara acestora. Din fericire, onixul era o piatră care se putea cumpăra la un preț relativ accesibil, așa ca în scurtă vreme mii de persoane s-au putut mândri că posedă bijuterii sau podoabe asemănătoare celor ale capetelor încoronate. în Europa, faima nefastă a onixului a fost definitiv destrămată.

## Utilizare
Culoarea neagră închisă a onixului l-a făcut să devină o piatră semiprețioasă apreciată ca inele, medalioane sau alte obiecte de podoabă mai ales când se purta doliu.

## Imitații
Pe motivul cerințelor mari mineralul fiind rar întâlnit în natură, a apărut posibilitatea de a fabrica imitații de onix din agat poros (care absorbea coloranții) sau din calcedon cenușiu ținut într-o baie de acizi. 
Uneori se folosea și obsidian negru (rocă vulcanică) care șlefuit imita bine onixul negru. Determinarea falsificării este dificil cu ochiul liber fiind necesar un examen mineralogic.

## Galerie de imagini

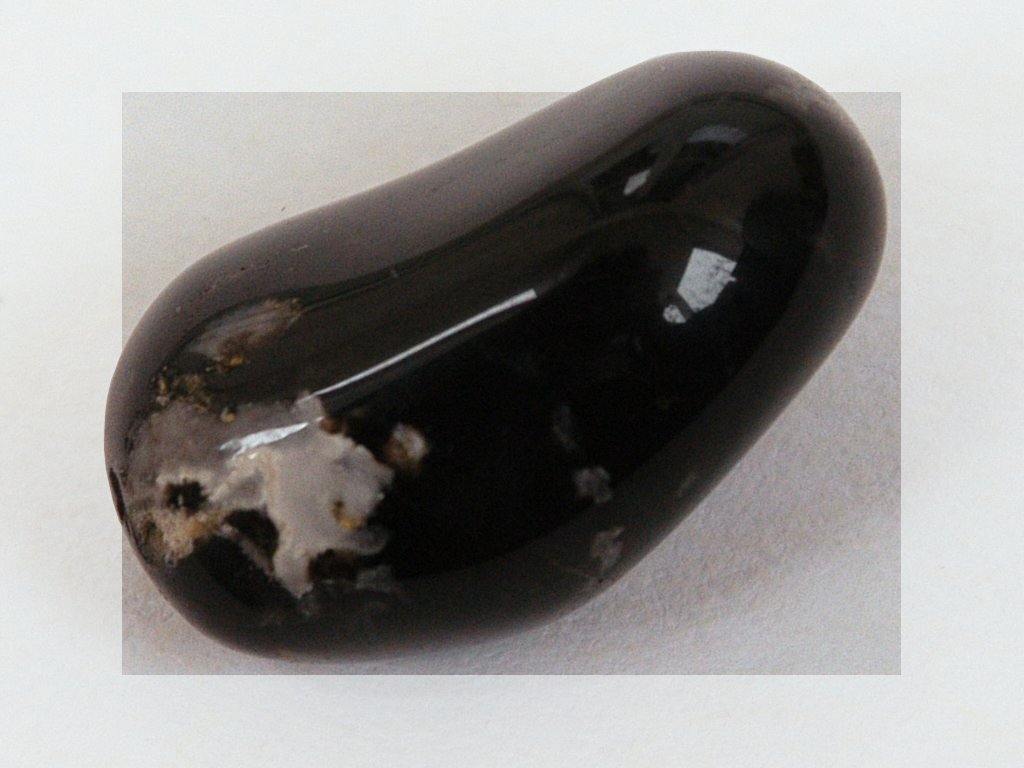
Onix, șlefuit (fără benzi)
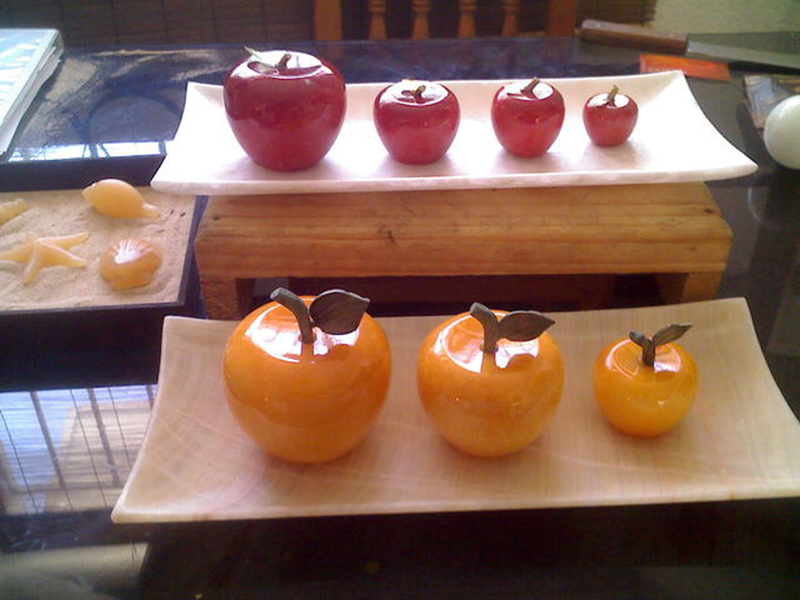
Meșteșuguri